# Calophyllum bicolor
Calophyllum bicolor es una especie botánica de plantas con flor en la familia de las Clusiaceae.
Es endémica de Australia, Indonesia, Papúa Nueva Guinea.

## Taxonomía
Calophyllum bicolor fue descrita por Peter Francis Stevens y publicado en Journal of the Arnold Arboretum 61: 536. 1980.
Etimología
Calophyllum: nombre genérico que deriva  del griego kalos, "bello", y phullon, "hoja" y que significa "hoja bella",
bicolor: epíteto latino que significa "con dos colores".